# Дерибас, Даниил Александрович
Даниил Александрович Дерибас (Яхненко) (1893—1937) — советский учёный, химик, профессор.

## Биография
Являлся внебрачным ребёнком дочери потомственного почётного гражданина из дворян, приёмный сын А. М. Дерибаса. Окончил Ришельевскую гимназию с золотой медалью, а затем Императорский университет Святого Владимира. Работал ассистентом в Новороссийском университете. Был офицером царской и белой армий, служил в артиллерийском полку в Кронштадте. До ареста работал заведующим биохимическим отделом стоматологического института и тубинститута, был профессором химии. Арестован НКВД 22 августа 1937, обвинялся в числе прочего за то, что скрывал своё офицерское прошлое в царской армии, дезертировал из РККА, а также в связи с делом репрессированного профессора Г. Л. Стадникова. Осуждён тройкой при управлении НКВД по Одесской области от 13 ноября 1937 к ВМН. Приговор приведён в исполнение 19 декабря 1937. Посмертно реабилитирован в 1956.

### Семья
- Мать — Вера Симеоновна Яхненко.
- Супруга — Мария Игнатьевна Гончар.
- Сын — Всеволод Данилович Дерибас.
- Внук — Олег Всеволодович Дерибас[3] (1961—2021)[4].
- Правнук — Кирилл Олегович Дерибас.